# San Pietro in Vincoli

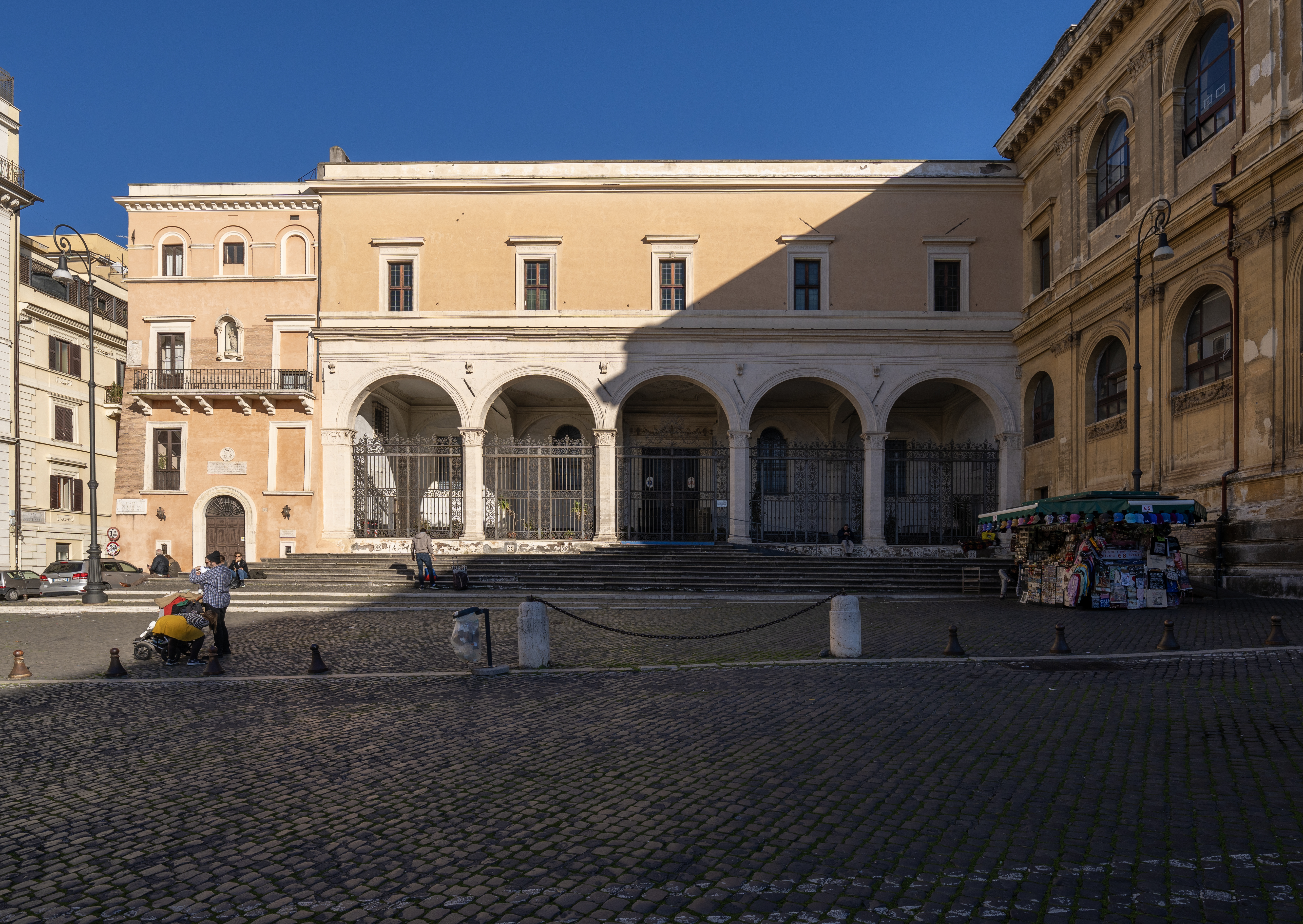
Fassade der Basilika

Die Kirche San Pietro in Vincoli al Colle Oppio (lateinisch Sancti Petri ad vincula, deutsch St. Peter in den Ketten) steht am Esquilin-Hügel im XV. Rione in der Nähe des Kolosseums in Rom. Sie ist eine Rektoratskirche, Basilica minor und Titelkirche mit der Bezeichnung Titulus sancti Petri in vinculis der römisch-katholischen Kirche.

## Geschichte

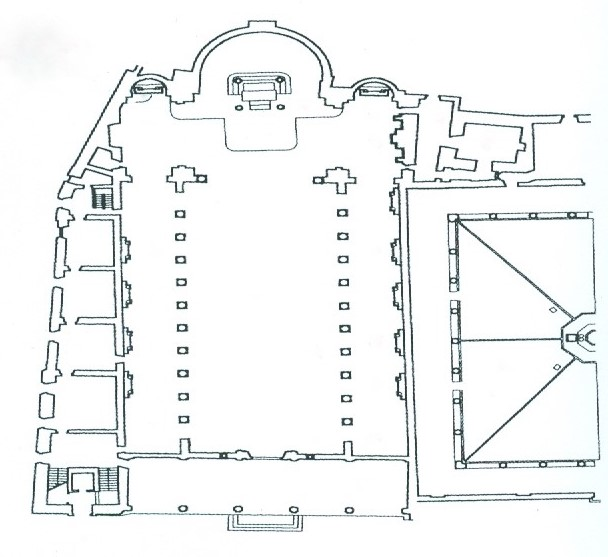
Grundriss der Basilika mit Apsis im Osten

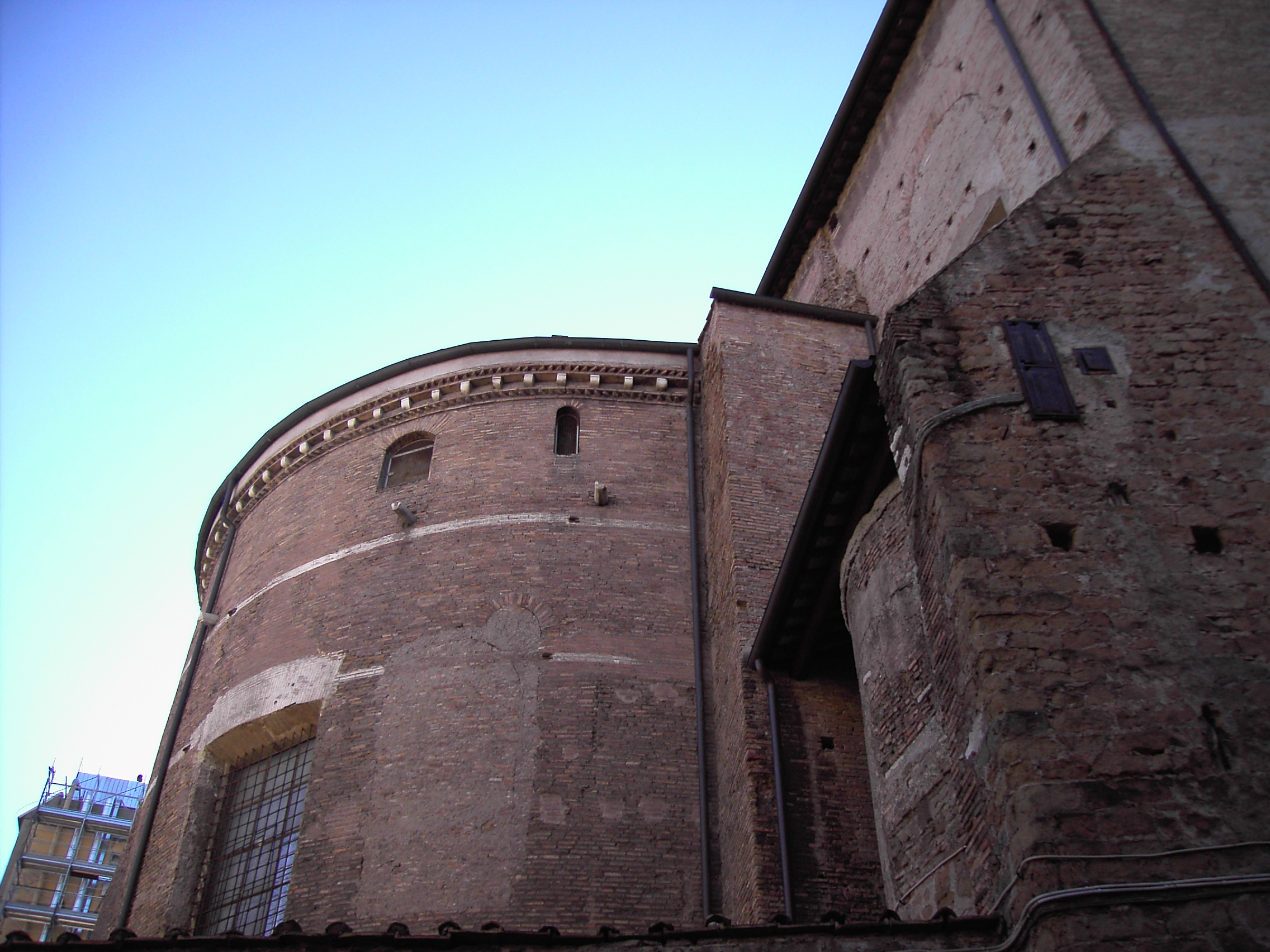
Hauptapsis und nördliche Seitenapsis

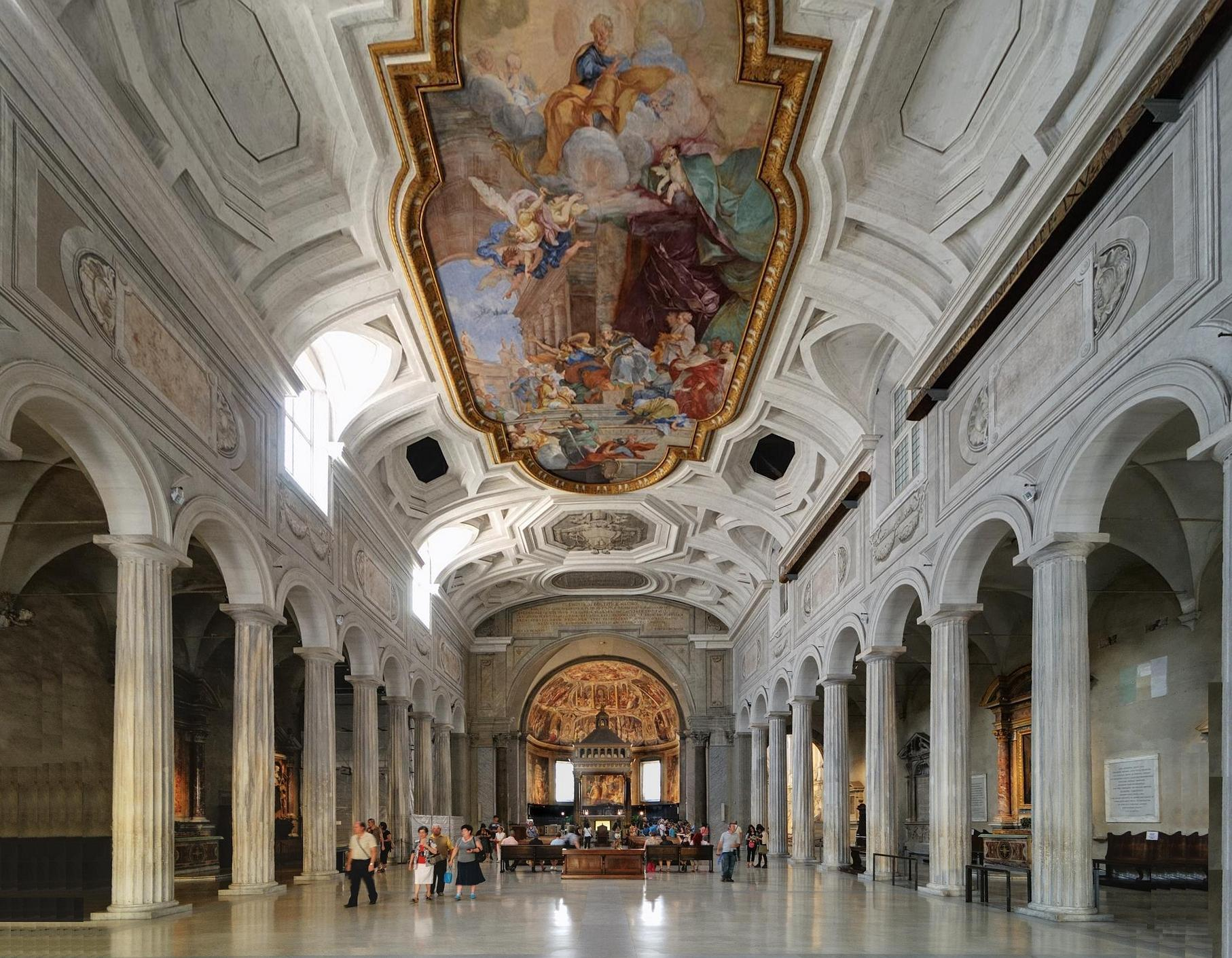
Gesamtansicht des Innenraums

Ein Vorgängerbau der heutigen Basilika wurde um 400 über den Fundamenten einer römischen Villa des 2. Jahrhunderts und einem Apsidensaal (aula absidiata) des 4. Jahrhunderts errichtet. Er bestand aus einer dreischiffigen, querschifflosen Basilika mit je 15 Säulen und einer schräggestellten Apsis, wurde aber bereits vor dem Jahr 435 aus nicht bekannter Ursache zerstört.
Unter Verwendung der Außenmauern und der Apsis dieser ersten Basilika entstand unter Papst Sixtus III. (432–440) der Neubau einer Basilika mit Querhaus und mit Apsiden an den Seitenschiffen sowie mit einem Triumphbogen auf antiken Granitsäulen, einer Schola cantorum im Mittelschiff und einer Vorhalle. Durch den Einbau eines Querhauses wurde die Zahl der Säulen jeweils auf zehn beschränkt; es sind kannelierte antike Marmorsäulen, die Arkaden tragen. Dieser Grundriss mit den hier erstmals gebauten flachen Apsiden an den Seitenschiffen und die neuartige Arkadenkonstruktion (an Stelle des bisher üblichen Architravs) dienten in der Folgezeit als Vorbilder für weitere Kirchenbauten. Die bei Grabungen im Langhaus aufgefundenen Fundamente lassen vermuten, dass das Presbyterium durch Schrankenplatten abgetrennt war. Dieser Kirchenbau wurde von Licinia Eudoxia, der Tochter des oströmischen Kaisers Theodosius II. und Frau des weströmischen Kaisers Valentinian III., maßgeblich gefördert und von Papst Sixtus III. im Jahr 439 oder 440 geweiht.
Einhard erwähnt die Kirche in seiner Translatio et Miracula SS. Marcellini et Petri („Die Übertragung und Wunder der Heiligen Marzellinus und Petrus“): Direkt daneben stand das Haus, in dem der unzuverlässige Diakon Deusdona seinen Wohnsitz hatte, bei ihm nahmen 826 der Geheimschreiber Einhards, Ratleik, und seine Reisegefährten Wohnung.
Für die Bedeutung der Basilika spricht, dass dort in den Jahren 939 und 1073 Papstwahlen stattgefunden haben. Als Titelkirche war sie einbezogen in die römische Stationsliturgie, die vom 4. bis zum 17. Jahrhundert an den hohen Festtagen des Kirchenjahres in verschiedenen Kirchen unter Vorsitz des Papstes gefeiert wurde.
Im Laufe ihrer Geschichte erlebte die Kirche mehrere Umbauten, insbesondere unter dem damaligen Titelkardinal Giuliano della Rovere, der 1503 zum Papst Julius II. gewählt wurde, in Renaissanceformen und zuletzt durch Francesco Fontana im Stil des Spätbarock. Sie ist die Ordenskirche der Augustiner-Chorherren vom Lateran. Am 8. Mai 2011 nahm der neue Titelinhaber Donald Wuerl seine Kirche in Besitz.

## Name

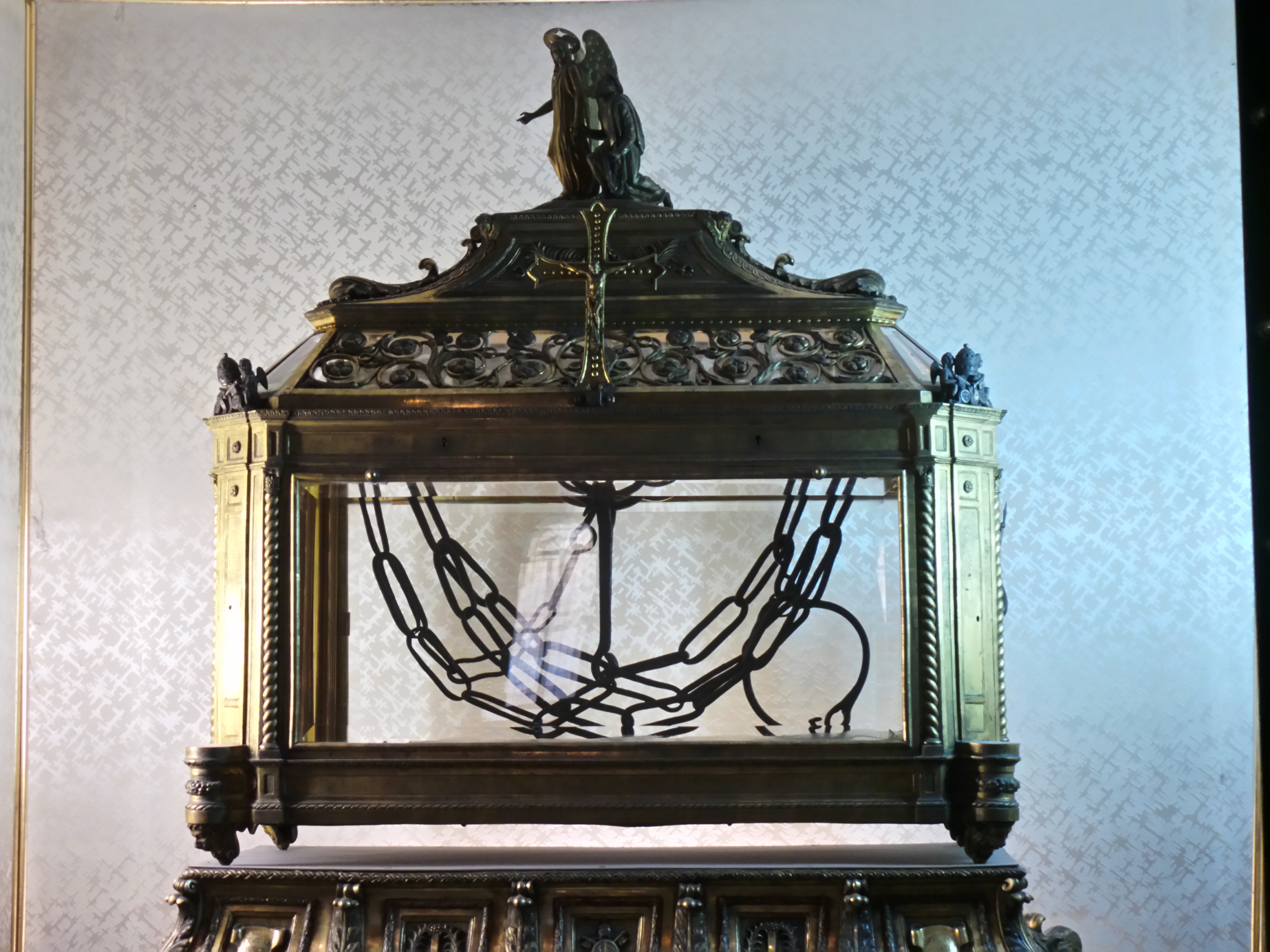
Kerker-Ketten des Petrus

Die erste Basilika aus der Zeit um 400 hieß ecclesia Apostolorum. Diese Bezeichnung wurde zunächst auch für den Neubau von Papst Sixtus III. übernommen, wie sich aus den Römischen Synodalakten ergibt. Im Liber Pontificalis wird dann für 501–502 erstmals die neue Bezeichnung ecclesia a vincula sancti Petri erwähnt, woraus entnommen wird, dass die ursprüngliche Weihung an die beiden Apostelfürsten Petrus und Paulus nun auf Petrus allein zurückgeführt worden ist. Bereits in historischen Quellen des späten 5. Jahrhunderts werden in dieser Kirche die Reliquien der Kerker-Ketten des heiligen Petrus erwähnt. Nach wechselndem Gebrauch des alten und des neuen Namens (595) setzte sich dann im 8. Jahrhundert die heutige Bezeichnung endgültig durch.
Namensgebend für die Kirche sind die Ketten (lateinisch/italienisch vinculi / vincoli), die in einem Glasbehälter unter dem Altar aufbewahrt werden. Die Pilger verehren sie als diejenigen, mit denen Petrus in Jerusalem bis zu seiner wunderbaren Befreiung gefesselt war (Apg 12,6.7 ), und zugleich als diejenigen, die er im Mamertinischen Kerker in Rom getragen hat. Die Binden, die Petrus wegen der von den Ketten herrührenden Verletzungen erhalten haben soll, soll er an der Stelle verloren haben, wo heute die Kirche Santi Nereo e Achilleo steht.
Nach der legendarischen Überlieferung erhielt Kaiserin Aelia Eudocia bei einer Wallfahrt ins Heilige Land die Jerusalemer Ketten von Patriarch Juvenal und schenkte sie ihrer Tochter Licinia Eudoxia. Diese zeigte sie Papst Leo I., der sie mit den in Rom aufbewahrten mamertinischen Ketten verglich. Dabei fügten sich die beiden Ketten wundersam zusammen, und Eudoxia ließ für sie die Basilika als würdigen Aufbewahrungsort dieser Petrus-Reliquien errichten.

## Grabmal für Papst Julius II.

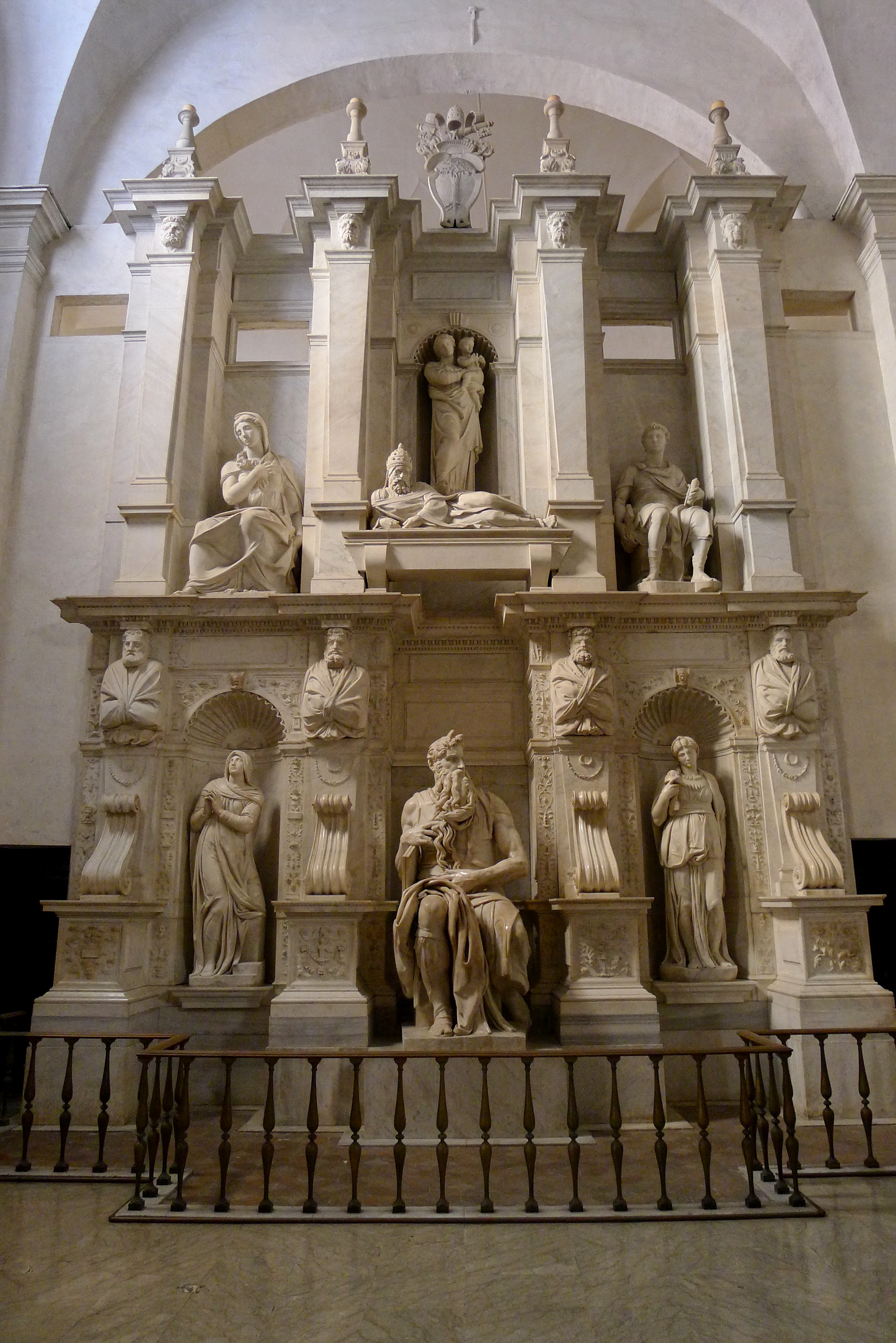
Grabmal für Papst Julius II.

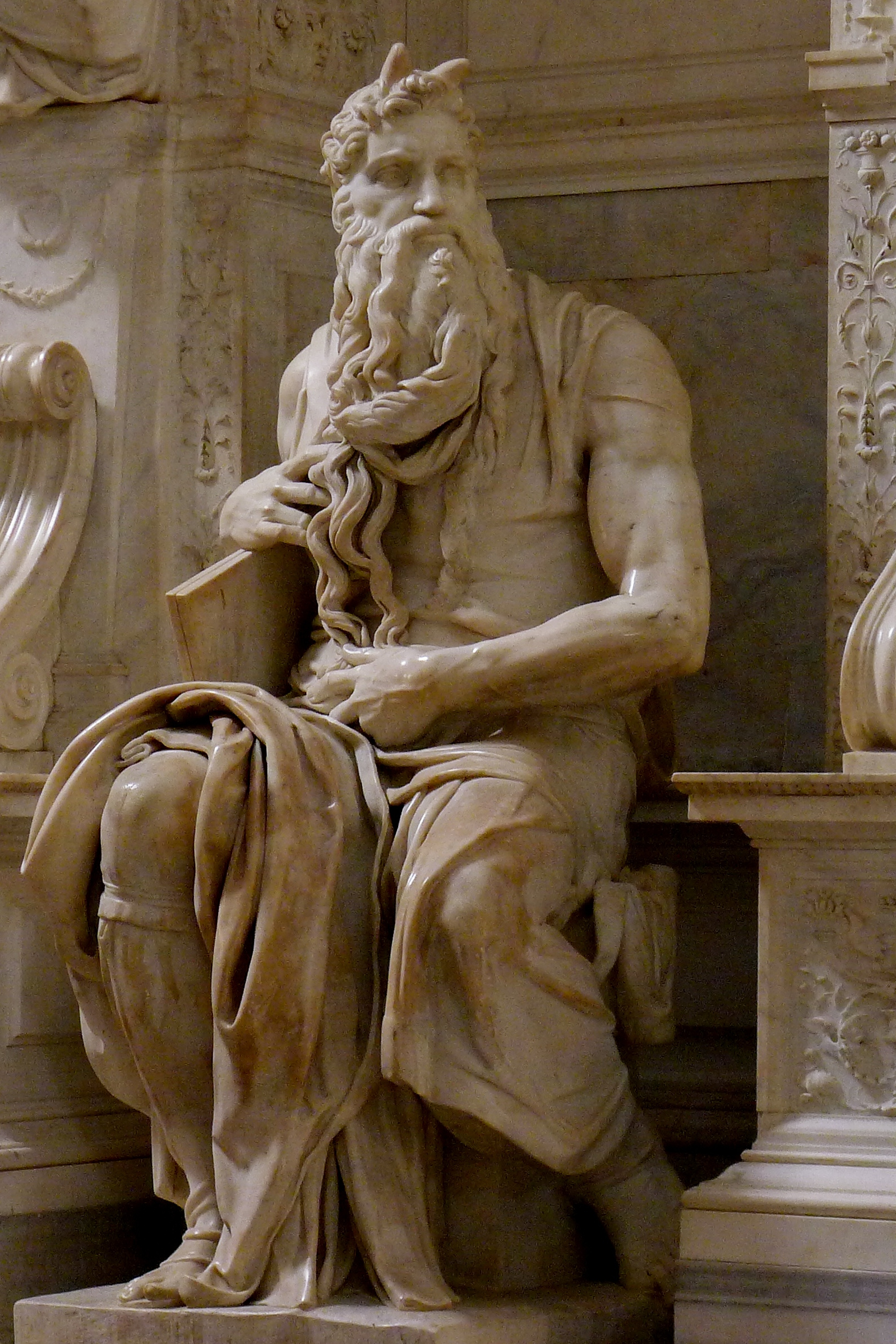
Detailansicht des Grabes: Statue des Mose

Bekannt ist die Kirche vor allem durch Michelangelos Grabmal für Papst Julius II. (1503–1513), der zuvor ihr Titelkardinal gewesen ist. Vorgesehen waren ursprünglich etwa 40 überlebensgroße Figuren. Den Sockel des Monuments sollten Allegorien der Künste und Wissenschaften sowie Sklaven als Symbole der unterworfenen Provinzen umgeben; darüber waren ursprünglich vier Sitzfiguren um den Sarkophag vorgesehen. 1506 ließ Julius II. den Plan fallen, und Michelangelo verließ Rom. 1508 kehrte er zurück und begann mit den Deckenfresken der Sixtinischen Kapelle. Als 1513 Papst Julius II. starb, widmete sich Michelangelo erneut dem Grabmal. Es entstanden der Gefesselte Sklave und der Sterbende Sklave sowie die zentrale Gestalt des Mose.
Die Mosesstatue gilt als eines der wichtigsten Werke Michelangelos. Sie zeigt Mose, der mit den Tafeln der Zehn Gebote vom Berg Sinai zurückkehrt, in dem Moment, als er die Israeliten beim Tanz um das goldene Kalb antrifft. Die Hörner auf seinem Kopf gehen auf einen Übersetzungsfehler zurück: Im hebräischen Urtext, der keine Vokale kennt, steht das Wort „krn“. Als man später darangeht, den Text mit Vokalen zu versehen, setzt man zwei „e“ ein. Aus „krn“ wird „keren“ und das heißt „gehörnt“. Diese Fassung hält sich durch Jahrhunderte und wird so auch in die Vulgata übernommen, aus der Michelangelo sein Wissen bezieht. Durch Vergleich mit anderen Texten erkennt man viel später, dass richtig zwei „a“ ergänzt werden müssen. Das Wort heißt dann „karan“ und bedeutet „glänzend“, und die etwas rätselhafte Bibelstelle bekommt einen anderen, verständlichen Sinn.
Michelangelos Biograf Giorgio Vasari fasst das zeitgenössische Urteil über den Mose 1568 in der zweiten Ausgabe seiner Biografie so zusammen:

„Als Michelangelo den Moses vollendet hatte, gab es kein Werk zu sehen, ob antik oder modern, das daneben bestehen konnte.“

Geplant war Mose als Eckfigur auf der Ebene des Sarkophags. Aus dieser Position erklären sich auch die Körperdrehung und die physiognomische Dramatik, die auf Fernwirkung berechnet ist. Aus der Nähe bekommt der Kopf den Furcht erregenden Ausdruck, der sich in der Charakterisierung Michelangelos als Meister der terribilità verfestigt hat, der „Ehrfurcht gebietenden Kraft“. Diese planwidrige Aufstellung beeinflusste auch Goethes Eindruck, der 1830 schrieb:

„Diesen Heroen kann ich mir nicht anders als sitzend denken. Wahrscheinlich hat die überkräftige Statue des Michelangelo am Grabe Julius des Zweiten sich meiner Einbildungskraft dergestalt bemächtigt, dass ich nicht davon loskommen kann.“

Haltung und Details der Statue haben zu zahlreichen Deutungsversuchen Anlass gegeben. Auch Sigmund Freud, der Begründer der Psychoanalyse, beschäftigte sich intensiv mit der Statue und veröffentlichte 1914 eine anonyme Abhandlung darüber (Der Moses des Michelangelo). Der Aufsatz entstand unmittelbar nach dem Konflikt mit seinem „abtrünnigen“ Schüler Carl Gustav Jung. Insofern kann man in dieser Interpretation der Skulptur „ein Moment der Identifizierung Freuds mit der mythischen Figur des Moses“ sehen. Freud beschreibt in seiner Abhandlung über den Moses mehrere Erklärungsansätze und kommt zu dem Schluss, dass die Dynamik in dem Bildwerk aus Carrara-Marmor sich aus einem Bewegungsablauf ergibt. Moses erhebt sich beim Tanz um das goldene Kalb, um seine Stimme und Hand anzuheben; dabei drohen die Gesetzestafeln seiner anderen Hand zu entgleiten. In der Bewegung des Erhebens geht die Bewegung wieder zurück zu einer Sitzbewegung, denn Moses versucht – wie jeder Mensch in solch einer Situation – die Tafeln wieder in Griff zu bekommen. Diese Bewegung ist bei Freud in Skizzenform dargestellt. Die Bewegung ist gewissermaßen im Marmor eingefroren.

## Cusanus-Grab

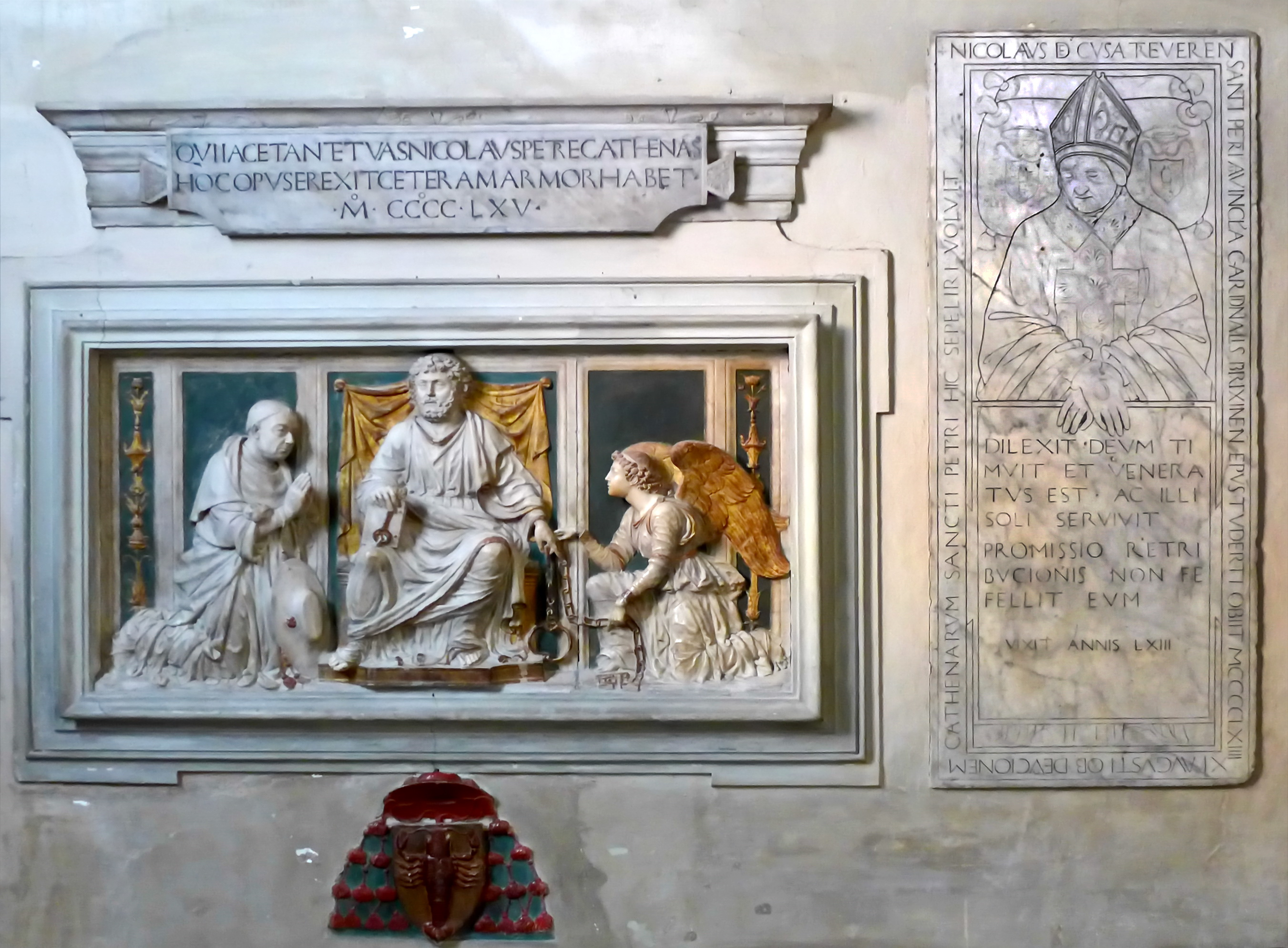
Epitaph und Grabplatte des Kardinals Nikolaus Cusanus

An der linken Seitenschiffwand befinden sich Epitaph und Grabplatte von Nikolaus von Kues (Cusanus) (1401–1464), dem damaligen Titel-Kardinal der Basilika. Der aus Bernkastel-Kues an der Mosel stammende Sohn eines Kaufmanns und Fischers, der sich selbst Nicolaus Treverensis nannte, gilt als der bedeutendste Theologe und Philosoph des 15. Jahrhunderts. Er war tätig als Fürstbischof von Brixen, päpstlicher Legat sowie Kurienkardinal und Generalvikar im Kirchenstaat. Beigesetzt wurde er in S. Pietro in Vincoli; sein Herz wurde entsprechend seinem letzten Willen in der Kapelle des von ihm gestifteten St. Nikolaus-Hospitals in Bernkastel-Kues beigesetzt.
Das Epitaph ist ein Teil des ursprünglichen Grabmonuments, einem Frühwerk des bedeutenden Bildhauers Andrea Bregno in Rom. Auf der großformatigen Reliefplatte ist der Titelheilige Petrus auf einem Thronsessel dargestellt, in der Rechten Schlüssel und Buch haltend und in der Linken die abgestreifte Kette, mit der er gefesselt war. Zu beiden Seiten knien der betende Kardinal Nikolaus von Kues (mit dem Kardinalshut vor sich) und ein Engel (mit dem Ende der Kette Petri). Oberhalb der Reliefplatte ist eine Grabinschrift angebracht, die als elegisches Distichon verfasst und auf das Jahr 1465 datiert ist.
Neben dem Grabrelief ist eine Grabplatte angebracht, die ein Bildnis des Toten zeigt und zwei weitere Inschriften trägt. Eine davon ist unter dem Bild des Toten eingemeißelt, die andere läuft auf allen vier Seiten am Rand der Grabplatte herum.

## Pollaiuolo-Grab

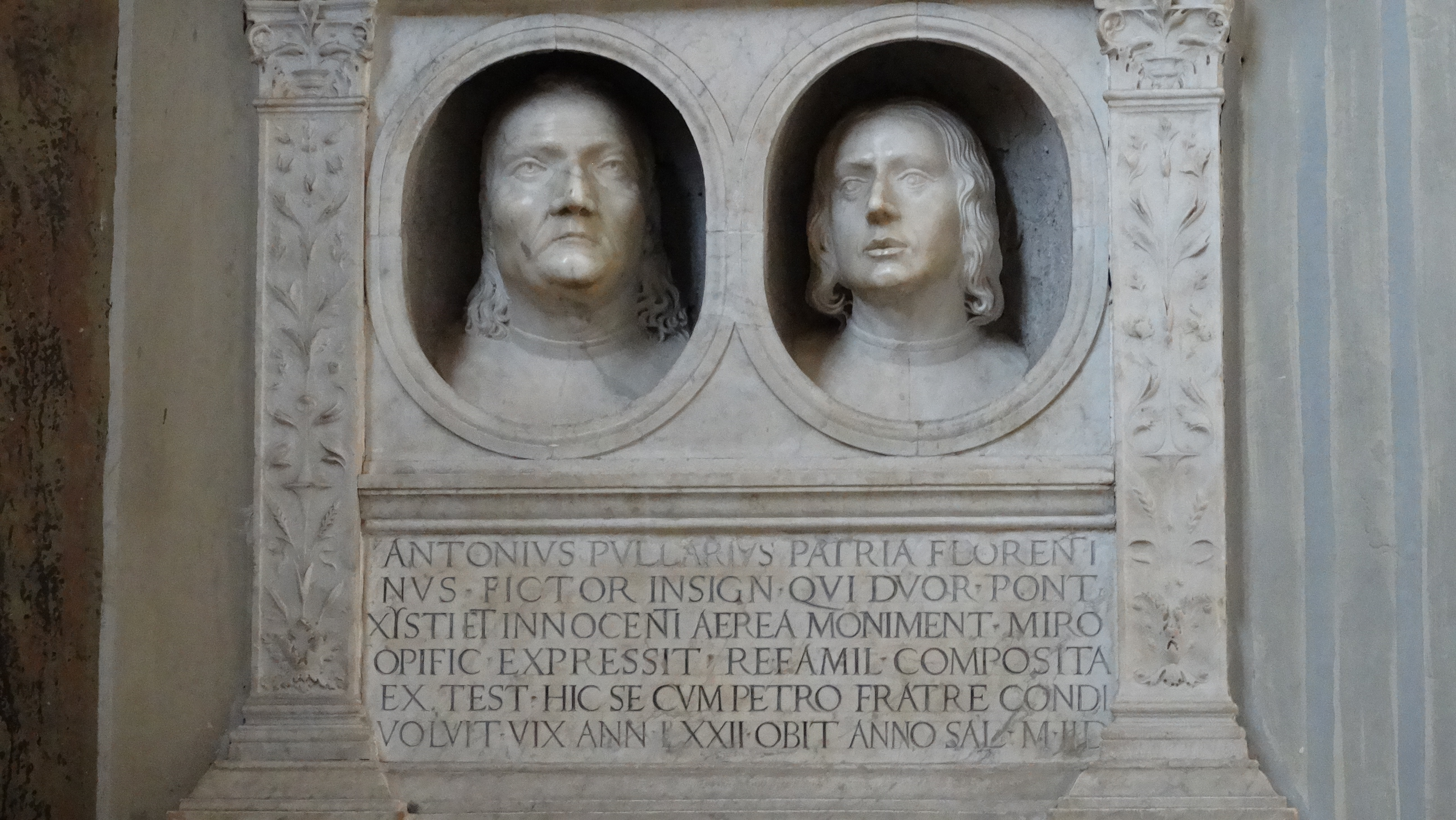
Grab der Brüder Pollaiuolo

Links vom Eingang befindet sich unter einem Fresko aus der Schule von Antoniazzo Romano, welches Sixtus IV. und eine Pestprozession zeigt, das Grab der Brüder Antonio und Piero del Pollaiuolo. Es wurde nach Antonios Tod 1498 von Luigi Capponi gestaltet und zeigt die Büsten der beiden Künstler nebeneinander in zwei ovalen Vertiefungen. Die Inschrift weist darauf hin, dass Antonio Pollaiuolo die Grabmäler von Innozenz VIII. und Sixtus IV. in Alt-St.Peter geschaffen hat.